# Здание Русско-Азиатского банка (Санкт-Петербург)
Здание Русско-Азиатского банка — историческое здание на Невском проспекте в Центральном районе Санкт-Петербурга, объект культурного наследия народов РФ, памятник регионального значения. Здание изначально было построено в 1898 году для Санкт-Петербургского-Азовского коммерческого банка, где размещалось его правление. После его разорения здание перешло к Русско-Азиатскому банку.
Современный адрес: 191023, РФ, г. Санкт-Петербург, Центральный район, Дворцовый округ, Невский проспект, д. 62.

## Описание
Лицевой корпус имеет П-образную конфигурацию, его фасад расположен по красной линии Невского проспекта. Весте с дворовым корпусом они образуют замкнутый внутренний двор. Здание имеет двухсветный операционный зал, подвал и мансарду. Фундамент и стены выполнены из кирпича.
Архитектурно-художественное решение фасадов: лицевые фасады, их историческое архитектурно-художественное решение исполнено в приёмах эклектики с композиционно выделенными крайними осями, акцентированными балконами и аттиковым объёмом. Материал и характер отделки цоколя — красный гранит; материал и характер отделки фасадов — радомский песчаник, в том числе фактурной поверхности. На уровне 1-го этажа выполнен глубокий руст, на уровне 2-4-го этажей — уплощенный руст. Оформление воротного проезда – профилированные штукатурные тяги по ребрам конструкций и филенки на плоскостях подпружных арок, профилированные рамы пилястр и стен; высокий руст, замковый камень с картушем и рельефными цифрами «62», профилированные рёбра сводов, подпружные арки. Балконы декорированных растительными элементами, с глухими, обработанными натуральным камнем раскрепованными ограждениями с прямоугольными филенками (боковые с деталью «алмазная грань», центральная филенка западного балкона с рельефной надписью «БАНКЪ»).

## История

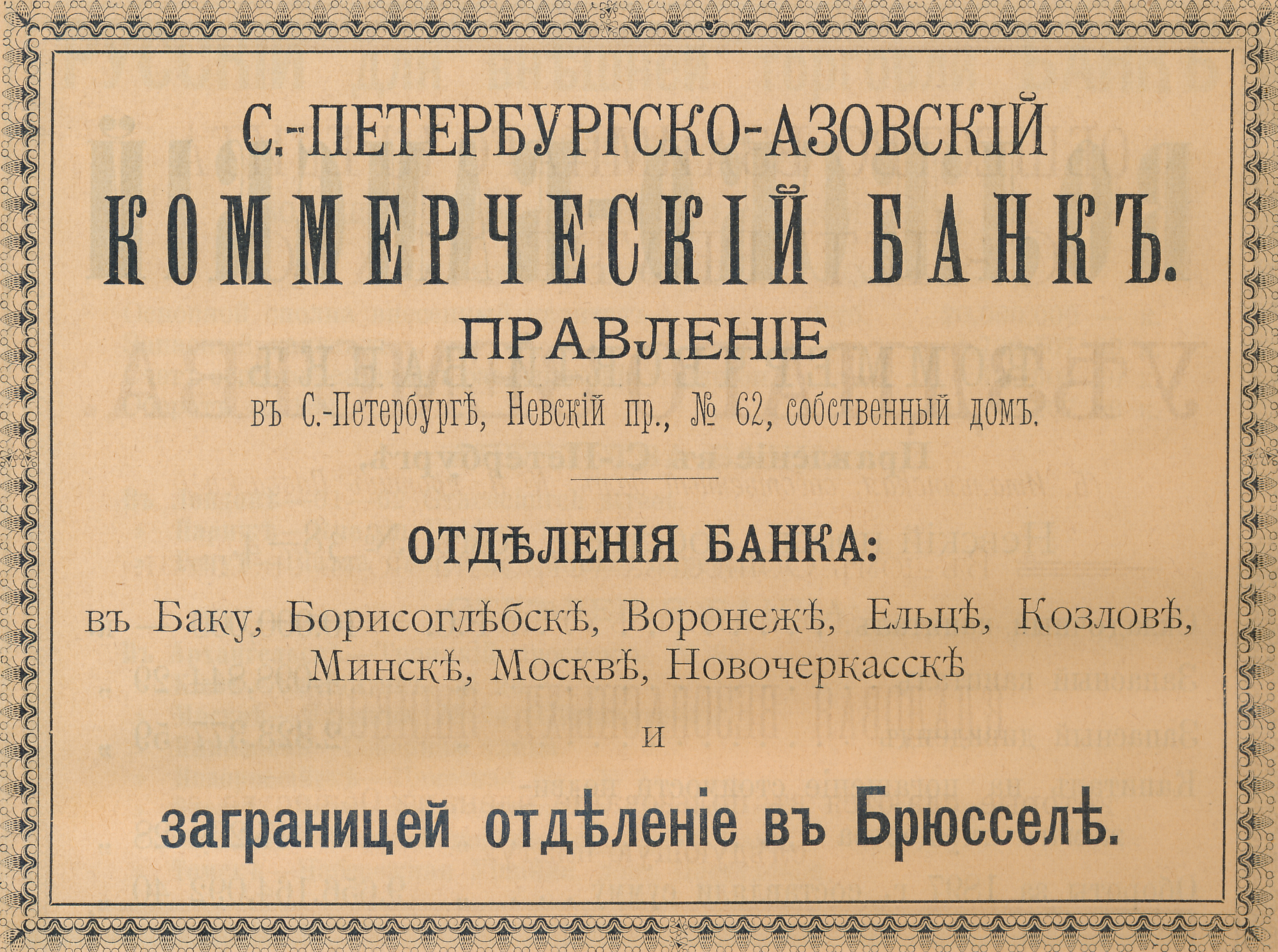
Реклама банка в справочнике «Весь Петербург», 1899 год

Новое здание банка на участке, приобретённом в 1895 году Санкт-Петербургско-Азовским коммерческим банком, было построено по проекту архитектора Б. И. Гиршовича в 1898 году. Фасад в стиле поздней классицистической эклектики, облицован радомским песчаником, арочные и парные окна чередуются с пилястрами, асимметричная композиция, левый ризалит завершён «барочным» аттиком с волютами и лучковым фронтоном, в котором помещена маска Меркурия. В 1902 году Санкт-Петербургско-Азовский коммерческий банк обанкротился и здание перешло к Северному банку (с 1910 года — к Русско-Азовскому банку). С 1925 года в здании размещался «Ленжилпромкомплект». Согласно справочнику «Весь Петроград за 1922 г» в здании распылалась врачебно-контрольная комиссия Центрального района. С 1930-х годов здесь находились Центральное отделение Ленинградской областной конторы Госбанка, Куйбышевское отделение Жилсоцбанка, Филиал Сбербанка № 148, Почтовое отделение № 62. В 2000 году дом приспособлен под крупный магазин одежды «Невский подиум». В 2003—2008 годах помещения переданы магазину «Дом книги», на время ремонта дома «Зингера».

С мая 2010 по май 2015 в этих помещениях размещался магазин одежды Zara, рядом — магазин «Музей шоколада».